# Materiile întunecate
Materiile Întunecate este o trilogie de nuvele fantastice scrisă de Philip Pullman, ce cuprinde Luminile Nordului, lansată ca The Golden Compass în America de Nord (1995), The Subtle Knife (1997) și Ocheanul de Ambră (2000). De asemenea trilogia a fost publicată și ca un singur volum în Marea Britanie și America de Nord, sub numele de His Dark Materials.
Trilogia urmărește maturizarea celor două personaje principale Lyra Belacqua și Will Parry, pe masură ce aceștia călătoresc printr-o serie de universuri paralele. Povestea începe cu Northern Lights, conținând mai multe elemente fantastice precum vrăjitoare și urși înarmați. Dar pe măsură ce trilogia progresează sunt adăugate elemente alegorice și din domenii precum fizică, fizică cuantică, filozofie, metafizică, filozofia religiilor și simbolism religios.
Cu toate că seria a fost promovată ca adresându-se unui public tânăr, din rândul cititorilor fac parte mulți adulți. Pullman a declarat: Când mă gândesc la ce cititori mi-ar plăcea să am, nu am în minte un grup de vârstă, sau un anumit sex, sau un anume grup ethnic sau social. [...] Toată lumea este bine venită și nimeni nu este lăsat pe dinafară și mai sper ca fiecare să găsească o povestire care să merite timpul acordat.

## Intriga - Luminile Nordului
In Luminile Nordului, prima parte a trilogiei Materiile Intunecate, micuta Lyra si daimonul sau, Pantalaimon, se afla la colegiul Jordan, preocupandu-se de invatatura si joaca alaturi de Roger, prietenul ei bun.
Unchiul ei, lordul Asriel, era un nobil invatat care avea o reputatie de temut.
Viata Lyrei se desfasura normal pana cand o doamna frumoasa si isteata pe nume Coulter se prezenta in fata directorilor cu dorinta de a o lua pe fata la Polu Nord. Dar inainte de plecare fetita primi de la unchiul ei o busola magica, care ii putea arata oricand adevarul.
Doamna Coulter si Lyra ajung la pranz in stralucitoarea Londra cu zepelinul. Dandu-si seama ca fusese inselata si destinatia finala nu era Polul Nord, Lyra evada si pleca cu gitanii, oameni care aveau copii pe care erau obligati sa-i dea la o statie experimentala numita Bolvangar.
In acelasi timp ia nastere Praful, care era foarte periculos.
In drum spre Trolleseund, Lyra face cunostiinta cu vrajitoarea Serafina Pekkala care o invata sa foloseasca busola magica si care o va ghida pe fetita de-a lungul aventurilor ei.
Tot in Trolleseund, Lyra il cunoaste si pe Lee Scoresby, un aventurier care o va insoti in tot locul. La restaurantul orasului, fata il convinge pe ursul in armura Iorek Brynison sa o insoteasca spre nord, unde tatarii dominau tinutul.
Pe drum Lyra avu o viziune despre locul unde se afla Billy Costa, un prieten vechi dus la statia experimentala. Atunci il ruga pe Iorek sa o duca in spate pana la casa bantuita unde il gasi pe baietel inghetat si fara daimonul lui.
Cand noaptea se lasa, tatarii iesira la vanat si in cele din urma o rapesc pe copila si o duc in regatul ursilor, in palatul Svalbard. Acolo Lyra il pacaleste pe regele in armura, provocandu-l la lupta dreapta impotriva lui Iorek. Batalia fu foarte dura dar Iorek, cu vitejia si pumnalul lui il zdrobi pe adversar devenind rege.
Lyra isi continua drumul singura spre statia Bolvangar.
Ajunsa acolo, este intampinata cum se cuvine si este invitata la masa. Acolo il gaseste pe Roger care-i explica ca asa-zisele experimente erau torturi groaznice si in final ii separau pe copii de daimonii lor, si ii arata fetitei sala de conferinta unde savantii aveau sa se intalneasca in curand. Sub masa de conferinta, Lyra este prinsa si dusa imediat la separare.
Dar doamna Coulter, prezenta in consiliu, o salveaza pe fata, declarandu-i mai tarziu ca este fiica ei. Lyra nu accepta acest lucru si este alungata.
Urmeaza o lupta dura intre tatari si gitanii care, cu multa onoare si triumf, castiga. In acest timp, doamna Coulter pleaca cu restul savantilor sa-l omoare pe Asriel, tatal fetitei.
Lyra porneste cu Roger, Iorek, Serafina si Lee spre Colegiul Jordan incercand sa opreasca ticalosul complot. Ei pleaca cu magnificul balon al batranului aventurier.
Luminile Nordului I este o carte plina de actiune pe care nu te induri sa o lasi din mana,o carte la care sfarsitul nu te lamureste, si te indeamna spre biblioteca, pentru lectura volumului urmator.

## Adaptări

### Radio
BBC Radio 4 a transmis o adaptare pentru radio în trei episoade, fiecare durând două ore și jumătate. A fost prima dată difuzat în 2003, apoi redifuzat în 2008-09 și în 2017, ulterior lansat pe CD și casetă audio. Din distribuție au făcut parte Terence Stamp în rolul Lord Asriel și Lulu Popplewell în rolul Lyra.
Tot în 2003 a apărut o adaptare radio pentru Luminile Nordului lansată de RTÉ (radioul public din Irlanda).

### Teatru
Nicholas Hytner a regizat o versiune teatrală a cărților, în două părți, o piesă de teatru de șase ore pentru Royal National Theatre din Londra, în decembrie 2003. Piesa s-a jucat până în martie 2004. În rolurile principale au fost Anna Maxwell-Martin (Lyra), Dominic Cooper (Will), Timothy Dalton (Lord Asriel), Patricia Hodge (Mrs Coulter) și Niamh Cusack (Serafina Pekkala), iar daimonii au fost păpuși construite de Michael Curry. Piesa a avut un succes uriaș și a fost readusă pe scenă cu altă distribuție și modificări de scenariu pentru perioada noiembrie 2004-aprilie 2005. De atunci a mai fost jucată la diferite teatre din Regatul Unit și din alte țări.

### Film
New Line Cinema a lansat o adaptare a cărții, sub titlul Busola de aur (în engleză - The Golden Compass), apărut la data de 7 decembrie 2007. Regizat de Chris Weitz, filmul a primit cronici variate, vânzările pe plan mondial au fost bune, dar nu atât de mari pe cât erau așteptările studioului.
În rolurile principale au fost Dakota Blue Richards (Lyra), Nicole Kidman (Mrs Coulter) și Daniel Craig (Lord Asriel). Actorul Sam Elliott a dat vina pe Biserica Catolică pentru anularea adaptărilor privind restul trilogiei, dar cotidianul The Guardian a pus lipsa de continuări pe încasarile modeste și criticile venite din partea specialiștilor.

### Televiziune
În noiembrie 2015, BBC a anunțat planurile unei adaptări pentru televiziune după Materiile întunecate. O adaptare în opt părți ar fi trebuit să aibă premiera în 2017. Însă în aprilie 2017, scenaristul Jack Thorne anunța că serialul era încă în pre-producție. Serialul a avut premiera pe 15 octombrie 2019. Serialul a fost difuzat de BBC One în Regatul Unit și Irlanda, și de HBO în Statele Unite. În 2020 a apărut sezonul doi, primul episod fiind difuzat de BBC One la 8 noiembrie și de HBO Max în Statele Unite la 16 noiembrie.

### Carte audio
Random House a produs cărți audio din fiecare dintre părțile din Materiile întunecate în lectura autorului Philip Pullman, părți fiind citite de actorii Jo Wyatt, Steven Webb, Peter England, Stephen Thorne și Douglas Blackwell.